# 香港攻略戰
《香港攻略戰》是日本在香港日佔時期期間唯一拍攝完成的香港電影，主要敘述在1941年香港保衛戰中，日军如何進攻香港。電影由田中重雄導演，大日本映畫製作株式會社（大映）生產。影片由多位日本演員及中国演員紫羅蓮演出，加入了一些香港電影特色。這部電影在1942年11月19日，接近日軍佔領香港一週年期間上映，然而該電影的底片已經亡佚。

## 資料
- 製作：大映（東京第一撮影所）
- 片長：101分鐘，黑白

- 導演：田中重雄
- 劇本：陶山鐵、高岩肇
- 攝影：青島順一郎
- 音樂：橫田昌久
- 美術：下河原友雄
- 錄音：神保幹雄
- 演員：宇佐美淳、黑田記代、若原雅夫、伊澤一郎、永田靖、紫羅蓮

## 外部連結
- 香港攻略 （页面存档备份，存于） JMDB日本電影資料庫
- Hong Kong kôryaku: Eikoku kuzururu no hi (1942) （页面存档备份，存于） IMDB電影資料庫